# 亞洲車身工程

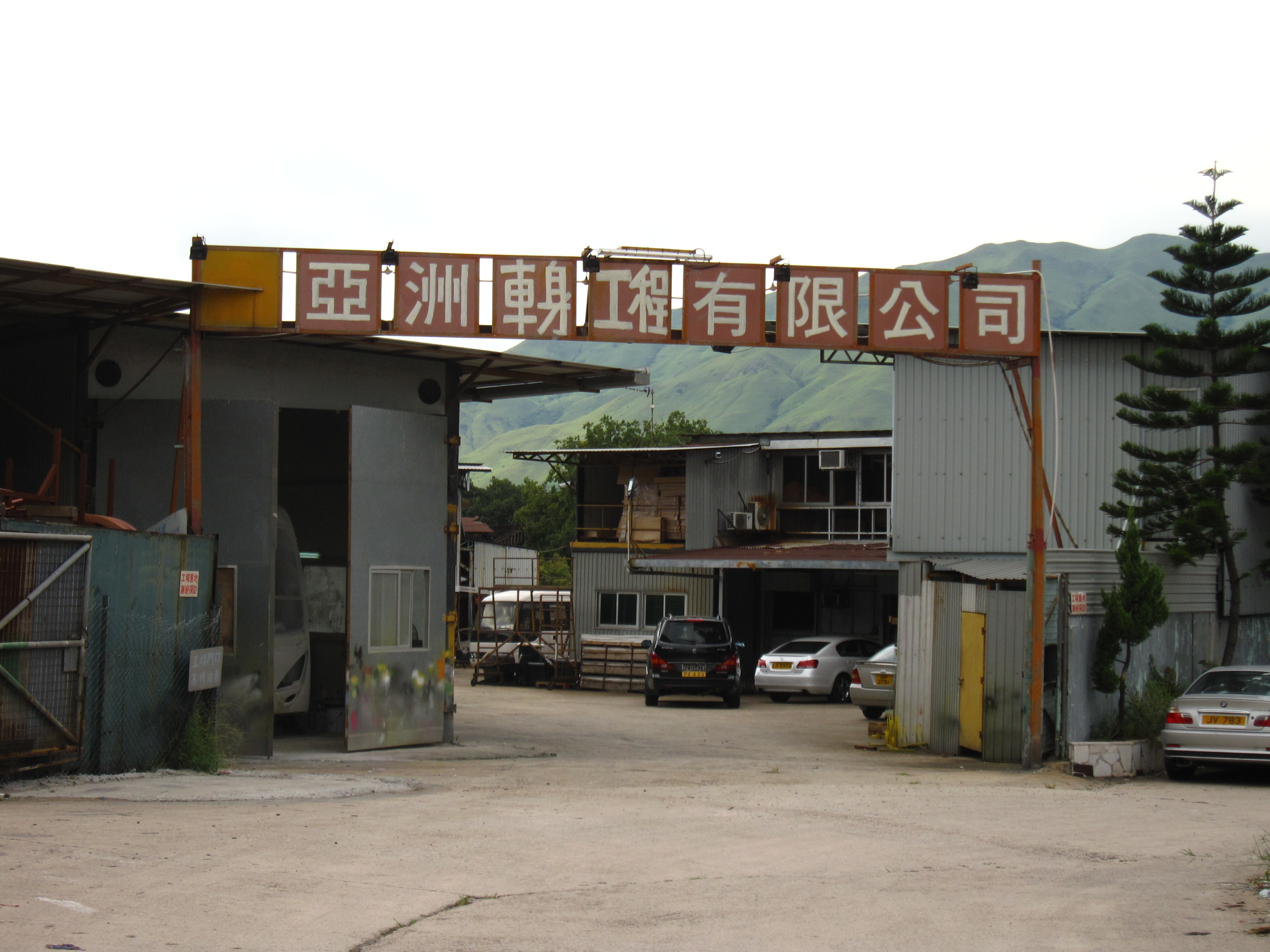
亞洲車身工程位於上村的廠房

亞洲車身工程有限公司（英語：Asia Auto Body Works Co., Ltd.）是香港一間巴士車身承造商，成立於1988年，其廠房設於新界元朗區八鄉上村黃竹園，屬於香港主要的旅遊巴士車身承造商。

## 歷史
1988年，亞洲車身工程正式成立，並於翌年（1989年）推出其首款車身。
冠忠巴士集團是亞洲車身工程的主要股東之一，也是冠忠巴士車隊採用的主要車身供應商。2002年，為使亞洲車身工程可以不受限制地參與香港市場的車身承造業務，冠忠巴士集團出售所持有亞洲車身工程之18%股權，使亞洲車身工程可向冠忠巴士集團的競爭對手提供服務及進行合作。
2007年，亞洲車身工程獲斯堪尼亞汽車認可為亞洲區合格車身承造商。

## 產品
亞洲車身工程自成立以來推出多款巴士車身，以下為車身列表（部分非標準車身並不包括在內）：

### 現有產品
註：粗體為現時最暢銷車身款式
- Aero（2005年推出）
- Vero（與珠海廣通汽車合作研發，2019年推出）
- Vero II （與珠海廣通汽車合作研發，是香港首輛2.55米闊巴士車身，2022年推出）
- Vero S   （2024年推出）

### 過去產品
- 1989年款
- 1991年款
- 1994年款
- 1995年款
- 1995年款Facelift
- 1997年款
- M（1997年推出，2007年停產）
- M II（1998年推出，2006年停產）
- 4E（2001年推出，2007年停產）
- 4E II（2002年推出，2007年停產）
- 4E III（2002年推出，2007年停產）
- Zodiac（2003年推出）
- Spacestar（2004年推出）
- Spacestar II（2005年推出）
- Aero Facelift（2009年推出）

## 主要競爭對手
- 捷聯車身工程
- 中港車身製造廠

## 圖片

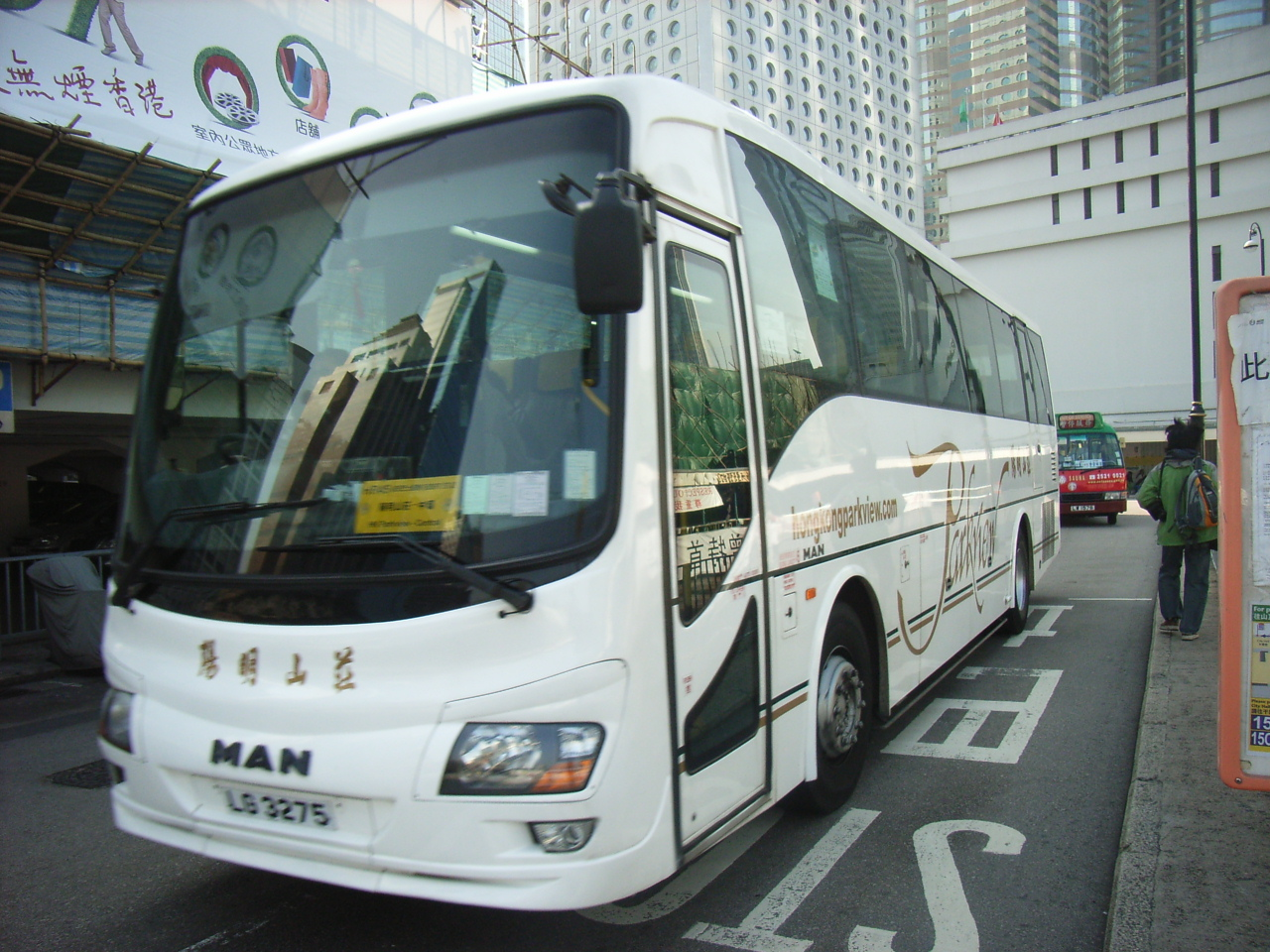
裝配亞洲4E III車身的猛獅A51型陽明山莊住客穿梭巴士；該車已退役
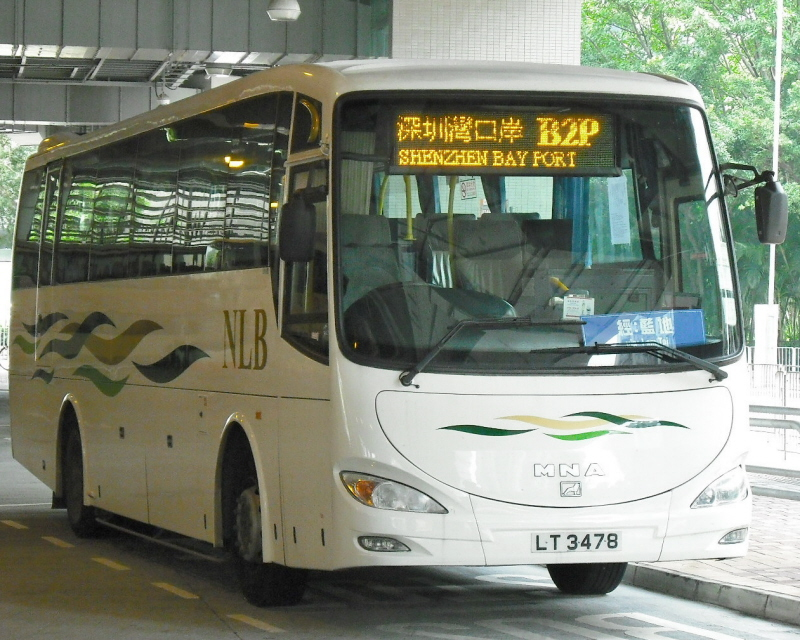
裝配亞洲Spacestar車身的猛獅A51型旅遊客車
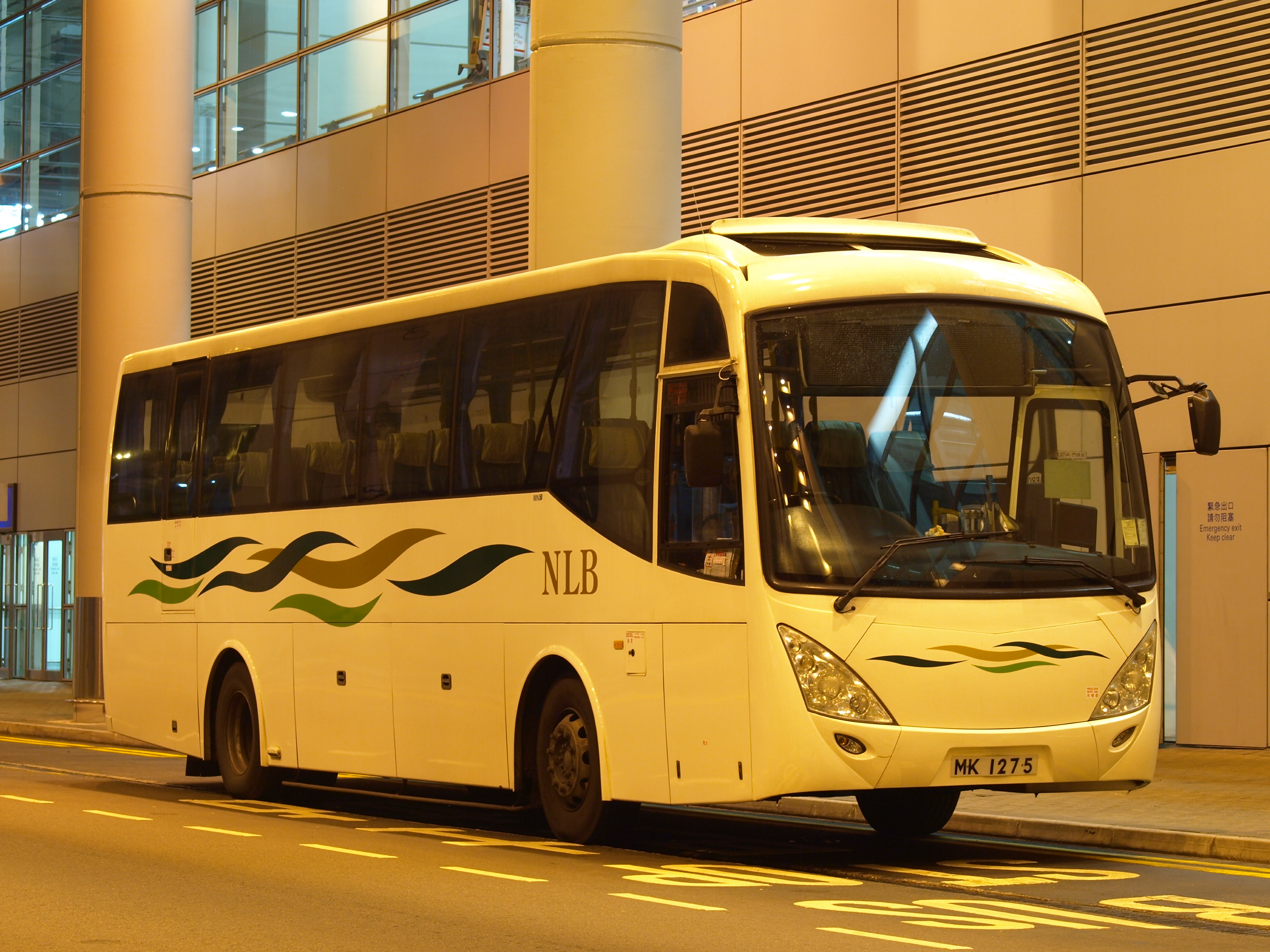
一輛裝配亞洲Aero車身的猛獅A51型旅遊客車，由新大嶼山巴士擁有
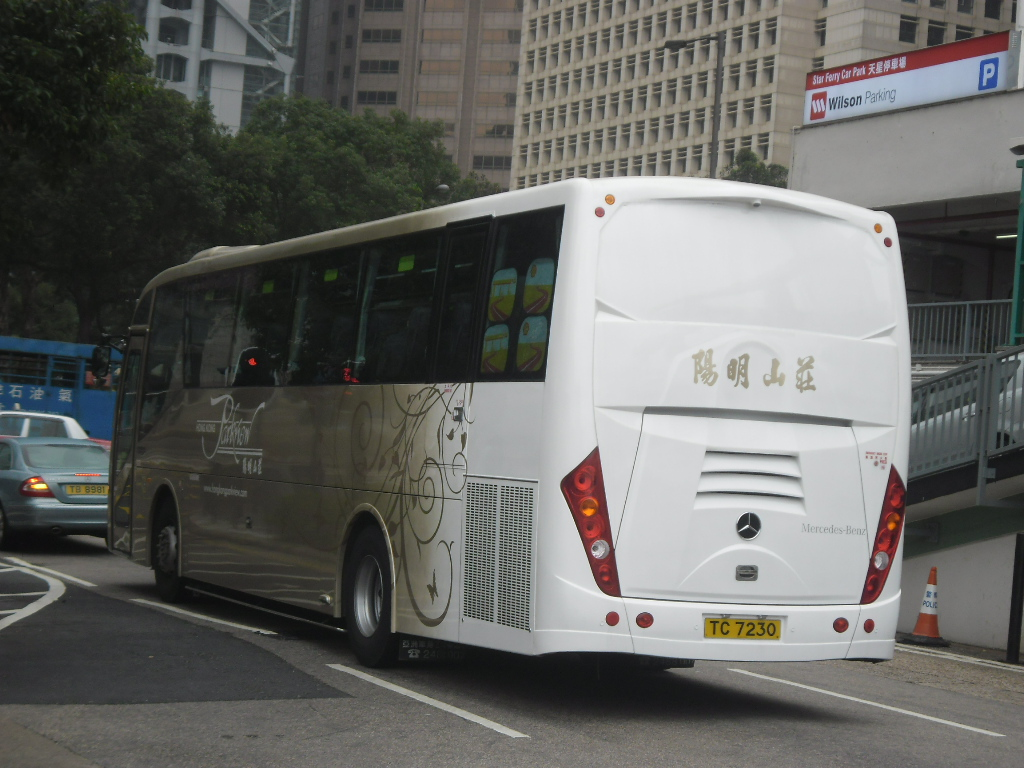
2014年起，亞洲Aero車身的車尾的改動甚大，引擎蓋設計更具立體感，並提供不設尾窗版本